# رحيم الله يوسفزئي
رحيم الله يوسفزئي (10 سبتمبر 1954 - 9 سبتمبر 2021) هو صحفي وسياسي ومحلل أمني باكستاني اشتهر بإجرائه مقابلة مع أسامة بن لادن زعيم تنظيم القاعدة، وزعيم حركة طالبان الأفغانية الملا عمر. وهو مراسل حرب.
حصل على عدة جوائز، منها تمغة الامتياز من حكومة باكستان عام 2005، كما حصل على ستارة الامتياز من رئيس جمهورية باكستان عن إنجازاته في مجال الصحافة في 23 مارس 2010.